# Die, Die My Darling (singel Metalliki)
Die, Die My Darling – singel  amerykańskiego zespołu Metallica wydany przez wytwórnię Elektra Records 14 czerwca 1999 roku. Jest coverem z horror-punkowego zespołu The Misfits.

## Lista utworów
1. Die, Die My Darling
2. Sabbra Cadabra (live)
3. Mercyful Fate medley (live)

## Twórcy
- James Hetfield – śpiew, gitara rytmiczna
- Lars Ulrich – perkusja
- Kirk Hammett – gitara prowadząca, chórki
- Jason Newsted – gitara basowa, chórki
- Bob Rock – produkcja